# Brian Evans (cestista 1973)
Brian Keith Evans (Rockford, 13 settembre 1973) è un ex cestista statunitense, professionista nella NBA, in Italia e in Giappone.

## Carriera

Evans a Reggio Emilia nel 2002-03

Ala tiratrice mancina, Evans cresce presso l'Indiana University di Bloomington terminando gli studi nel 1996, anno in cui viene anche nominato MVP della Big Ten Conference. A giugno viene selezionato dagli Orlando Magic, che lo chiamano al primo giro del draft NBA 1996 con la 27ª scelta.
Con i Magic disputa poco più di una stagione e mezzo, durante le quali totalizza 58 presenze con medie pari a 3,9 punti e 10,7 minuti a partita. Il 19 febbraio 1998 viene girato, insieme al compagno di squadra Rony Seikaly, ai New Jersey Nets in cambio di David Benoit, Kevin Edwards, Yinka Dare e una scelta al primo turno del draft 1998. La sua permanenza ai Nets dura poco più di un anno visto che, dopo aver collezionato 39 presenze con 3,7 punti di media, passa ai Minnesota Timberwolves nella stessa trattativa che porta il futuro All-Star Stephon Marbury in New Jersey insieme a Chris Carr, Bill Curley e Paul Grant, mentre a fare lo stesso percorso di Evans è Terrell Brandon con l'aggiunta di una prima scelta al draft 1999. Con i Timberwolves riesce tuttavia a giocare solo 5 partite, prima di diventare free agent a fine mese. Essa si rivela essere l'ultima parentesi in NBA della sua carriera, conclusa con un totale di 102 partite all'attivo.
Nell'agosto 1999 inizia la sua prima esperienza da professionista all'estero con l'ingaggio da parte dell'Andrea Costa Imola, squadra di Serie A1 che lo affianca al primo terminale offensivo, la guardia Vincenzo Esposito (che sarà miglior marcatore ed MVP del torneo). Nonostante ciò, Evans mette a segno 18,5 punti a partita e un 43,3% al tiro da tre, con anche un season high di 51 punti segnati il 7 novembre 1999 nella vittoria su Milano frutto di un suo 9/12 da due, 7/11 da tre e 12/12 ai tiri liberi per un 64 di valutazione.
L'anno seguente continua a giocare nella Serie A1 italiana in virtù dell'accordo con la Mens Sana Siena. In 36 presenze tra regular season e play-off viaggia a 15,9 punti di media con il 39,1% dall'arco dei tre punti. La formazione toscana raggiunge i quarti di finale dei play-off dove però viene eliminata dalla Fortitudo Bologna.
Nella stagione 2001-2002 veste i colori neroarancio della Viola Reggio Calabria sempre nella massima serie. Colleziona un totale di 21 presenze (salta infatti le prime quattro e le ultime dodici giornate, in quest'ultimo caso per via di una frattura all'indice riportata il 10 marzo nella gara contro Siena) ma è titolare in solo sette di esse, pur giocando mediamente 27,5 minuti nei quali realizza 13,7 punti.
In vista dell'annata 2002-2003 scende nel campionato di Legadue accettando l'offerta di Reggio Emilia, squadra che puntava al ritorno in Serie A dopo aver dominato la regular season dell'anno precedente. Con i biancorossi emiliani segna 12,7 punti (con il 42,0% da tre) in 30,2 minuti di media, ma la squadra chiude la regular season al quinto posto uscendo poi ai quarti di finale dei play-off contro Jesi.
Chiude quindi la carriera in Giappone tra le file degli Hitachi SunRockers, militandovi tra il 2003 e il 2005.

## Palmarès
- NCAA AP All-America Third Team (1996)